# Convertitore statico
Un convertitore statico è una macchina elettrica senza organi in movimento atta alla trasformazione e conversione tra diversi stati di tensione e corrente tra la rete di alimentazione e le macchine che utilizzano la potenza erogata.
Un convertitore statico è costruito con componenti elettronici di potenza a semiconduttore (ad esempio diodi, transistor e tiristori), e mediante il suo utilizzo si possono ottenere:
- raddrizzatori, che convertono da corrente alternata a corrente continua
- inverter, che convertono la corrente continua in alternata
- chopper (o frazionatori) per la conversione continua/continua
- convertitori ac/ac per la conversione alternata/alternata